# Edward Bridges, I barone Bridges
Edward Ettingdene Bridges, I barone Bridges (Yattendon, 4 agosto 1892 – Winterfold Heath, 27 agosto 1969), è stato un politico inglese.

## Biografia
Era il figlio del poeta Robert Bridges, e di sua moglie, Mary Monica Waterhouse, figlia dell'architetto Alfred Waterhouse. Frequentò l'Eton College e il Magdalen College.

## Carriera

### Carriera militare
Ha combattuto nella prima guerra mondiale nel Oxfordshire and Buckinghamshire Light Infantry, raggiungendo il grado di capitano.

### Carriera politica
In seguito si unì al servizio civile e nel 1938 è stato nominato Capo di gabinetto, succedendo a Sir Maurice Hankey, carica che mantenne fino al 1946, quando fu fatto Permanent Secretary to the Treasury e capo del Servizio Civile, incarico che ha mantenuto fino al 1956.
Fu membro del Consiglio privato (1953-1957) e creato Barone Bridges. Nel 1959 fu cancelliere dell'Università di Reading e nominato membro della Royal Society.

## Matrimonio
Sposò, il 6 giugno 1922, Katharine Dianthe Farrer (?-1986), figlia di Thomas Farrer, II barone Farrer. Ebbero quattro figli:
- Shirley Frances Bridges (23 ottobre 1924), sposò Hilary Corke, ebbero quattro figli;
- Thomas Edward Bridges, II barone Bridges (27 novembre 1927);
- Robert Bridges (18 agosto 1930-17 gennaio 2015), sposò Rosamund Theresa de Wesselow, ebbero due figli;
- Margaret Evelyn Bridges (9 ottobre 1932-22 novembre 2014)[2], sposò in prime nozze Trevor Aston, non ebbero figli, e in seconde nozze Paul Buxton, ebbero due figli.

## Morte
Morì il 27 agosto 1969 a Winterfold Heath, Surrey.